# Герб СР Сербии
Герб СР Сербии (Социалистической Республики Сербия) — один из государственных символов Социалистической Республики Сербии, автономной республики в составе СФРЮ. Утверждён был 17 января 1947 года Народной скупщиной Народной Республики Сербии (художником герба был Джордже Андреевич). Упразднён герб был в 2004 году, когда Парламент Сербии утвердил современный герб Сербии. Герб использовался на протяжении 62 лет — дольше, чем любой другой герб Сербии.

## Описание герба
Герб представлял собой поле, окружённое с одной стороны пшеничными колосьями, с другой дубовыми листьями. Колосья снизу были перевязаны лентой красного цвета с цифрами 1804 и 1941, между колосьями располагался щит красного цвета с белым оцилом (без креста), над щитом располагалась красная пятиконечная звезда, а под щитом находилось солнце и колесо с шестерёнками на фоне солнца. Колосья символизировали крестьянский труд и благополучие страны, солнце символизировало возрождение Югославии, красная звезда — символ правящей партии, колесо с шестерёнками символизировало развивающуюся промышленность, а цифры 1804 и 1941 означали соответственно даты Первого сербского восстания против турок и начала войны против нацистской Германии. Щит с оцилом являлся малым гербом православной Сербии, однако коммунистическая власть убрала крест с щита в рамках секуляризации, дабы не препятствовать свободе вероисповеданий.
В конституции от 1947 года говорилось следующее:

Статья 4.
Государственный герб Народной Республики Сербия представляет собой поле, окружённое с одной стороны колосьями пшеницы, а с другой стороны дубовыми листьями. Колосья пшеницы и дубовые ветви связаны лентой, на которой изображены даты сербских национальных восстаний 1804 и 1941 годов. Вверху между колосьями и листьями изображена пятиконечная звезда. Под звездой располагается колесо на фоне солнца, а чуть выше них — щит с четырьмя оцилами.
Оригинальный текст (сербохорв.)Član 4
Državni grb Narodne Republike Srbije pretstavlja polje okruženo s jedne strane žitnim klasjem, a s druge strane lisnatim hrastovim grančicama. Žitno klasje i hrastove grančice povezane su dole trakom na kojoj su ispisane godine narodnih ustanaka u Srbiji, 1804 i 1941. Između vrhova žitnog klasja i hrastovih grančica je petokraka zvezda. U polju iznad trake nalazi se sunce, a u sunčevom polju deo zupčanika. Nad sunčevim zrakama je štit na kome su pravilno raspoređena četiri ocila.

В конституции от 1963 года говорилось:

Статья 8.
Герб Социалистической Республики Сербия представляет собой поле, окружённое с одной стороны колосьями пшеницы, а с другой стороны дубовыми листьями.
Колосья пшеницы и дубовые ветви связаны лентой, на которой изображены даты сербского восстания 1804 года и начала Народно-освободительной войны и социалистической революции 1941 года. Вверху между колосьями и листьями изображена пятиконечная звезда. В поле под звездой располагается солнце, а на его фоне колесо с шестерёнками. Над ними располагается щит с четырьмя оцилами, расположенными правильно по углам.
Оригинальный текст (сербохорв.)Član 8.
Grb Socijalističke Republike Srbije predstavlja polje okruženo s jedne strane žitnim klasjem, a s druge strane lisnatim hrastovim grančicama.
Žitno klasje i hrastove grančice povezane su dole trakom na kojoj su ispisane godine ustanka srpskog naroda 1804. i godina početka narodnooslobodilačkog rata i socijalističke revolucije 1941. Između vrhova žitnog klasja i hrastovih grančica je petokraka zvezda. U polju iznad trake nalazi se lik sunca, a u sunčevom polju deo zupčanika. Nad sunčevim zrakama je štit na kome su pravilno raspoređena četiri ocila.

В конституции от 1974 года то же самое говорилось в статье 5, а само описание герба осталось прежним. Герб оставался официальным гербом Сербии после распада Югославии вплоть до 2004 года. 31 мая 1992 года на референдуме о государственных символах большинство избирателей проголосовали за утверждение флага с красной звездой и традиционный герб Сербии в виде щита с сербским крестом без двуглавого орла. Однако результаты референдума не были признаны, поскольку в нём не приняло участие более половины избирателей (с учётом Косово). Герб СР Сербии оставался гербом Сербии вплоть до 17 августа 2004 года, пока не было принято в Скупщине Постановление о использовании герба, флага и гимна Республики Сербии — использовании герба, утверждённого ещё 16 июня 1882 года. Окончательно флаг, герб и гимн юридически были утверждены 19 мая 2009 года в новом «Законе об утверждении и использовании герба, флага и гимна Республики Сербия».